# Ann Quin
Pour les articles homonymes, voir Quin.
Ann Quin, née le 17 mars 1936 à Brighton et morte le 27 août 1973 est une écrivaine britannique connue pour son style expérimental. Elle est l'autrice de Berg (1964), Trio (Three)  (1966), Passages (1969) et Tripticks (1972). Elle se donne la mort, en 1973, à l'âge de 37 ans.

## Biographie
Ann Quin nait à Brighton, dans le Sussex, le 17 mars 1936, dans une famille en marge de la classe ouvrière et de la classe moyenne inférieure. Son père, l'ancien chanteur d'opéra Nicholas Montague Quin, abandonne sa famille et elle est élevée seule par sa mère Ann (née Reid),,.
Elle fait ses études dans une école catholique romaine, le Convent of the Blessed Sacrament à Brighton, jusqu'à l'âge de 17 ans. Elle suit une formation de sténodactylographe et travaille dans un cabinet d'avocat, puis dans une maison d'édition en tant que lectrice de manuscrits et secrétaire du responsable des droits d'édition étrangers.Par la suite, elle déménage à Soho et commence à écrire des romans. En 1964-1965, Quin a une liaison avec Henry Williamson, le romancier fasciste auteur de Tarka la loutre, d'une quarantaine d'années son aîné. Williamson l'a dépeinte sous le nom de Laura Wissilcraft dans son roman The Gale of the World .
Elle connait des épisodes de maladie mentale, souffrant d'une dépression alors qu'elle travaille dans un hôtel en Cornouailles, et recevant plus tard un traitement par électrochocs. Pendant le premier week-end férié d'août 1973, elle se noie au large du Palace Pier de Brighton, quelques semaines avant la mort de son contemporain B. S. Johnson. Un témoin, nommé Albert Fox, a vu une femme marcher dans la mer et a contacté la police. Le lendemain, un plaisancier a trouvé un corps près du port de Shoreham. Après un appel à témoin lancé dans le journal local de Brighton & Hove, The Argus, la femme est identifiée comme étant Quin. Le médecin légiste a enregistré un verdict ouvert.

## Carrière
Quin est associé à un cercle peu structuré d'auteurs « expérimentaux » de la Grande-Bretagne des années 60, dirigé par B. S. Johnson et comprenant Stefan Themerson, Rayner Heppenstall (en), Alan Burns (en) et Eva Figes, influencés par Samuel Beckett et le Nouveau Roman français (Marguerite Duras, Alain Robbe-Grillet). Ils s'opposent à la tendance dominante qui est au réalisme social, manifeste depuis John Osborne et John Wain jusqu'à Writing in England Today de Karl Miller (Penguin, 1968).
Son premier roman, Berg, est publié par Calder & Boyars (en) en 1964. Il est influencé par Virginia Woolf, Anna Kavan et d'autres femmes modernistes britanniques, ainsi que par le nouveau roman français. Sa phrase d'ouverture, « Un homme appelé Berg, ayant changé son nom en Greb, vint dans une ville au bord de la mer pour y tuer on père. » donne le ton d'une sombre farce psychologique se déroulant dans une ville balnéaire sans nom qui ressemble clairement à Brighton. Ce livre est celui de ses quatre romans qui a été le plus acclamé par la critique. Il est couronné du prix D. H. Lawrence.
Berg est suivi de Trio (Three), en 1966, Passages, en 1969, et Tripticks, en 1972, tous illustrés par son amante Carol Annand. Dans ces romans, Quin poursuit son expérimentation formelle sans avoir le même impact critique qu'à ses débuts.

## Rayonnement
Son travail est quelque peu tombé dans l'oubli depuis sa mort, à tel point que Lee Rourke (en) peut dire en 2007 : « Qui se soucie d'Ann Quin ? Moi, pour ma part, mais pourquoi personne d'autre ne semble se souvenir de cet écrivain du premier rang de l'avant-garde littéraire britannique ? ». Une réimpression complète de ses œuvres par les maisons d'édition Dalkey Archive Press et And Other Stories a lieu, ainsi que la publication d'une biographie critique par Robert Buckeye. Une collection d'histoires et d'extraits rares et inédits, The Unmapped Country, est publiée aux éditions And Other Stories en 2018.
Les auteurs contemporains Stewart Home, Tom McCarthy, Chloe Aridjis (en), Deborah Levy, Juliet Jacques (en), Ellis Sharp (en), Joanna Walsh (en) et Rourke ont cité son travail comme une influence,,,. L'artiste pop Billy Apple (en) a déclaré que lorsqu'elle était sa partenaire, Quin, était le prête plume de sa thèse.

## Œuvres
- (en) Berg, Calder & Boyars, 1964 (ISBN 978-1-911508-54-0) ) édité par Gallimard en 1967
- (en) Trio [« Three »], Calder & Boyars, 1966 (ISBN 978-1-911508-84-7) ) édité par Gallimard en 1970
- (en) Passages, Calder & Boyars, 1969 (ISBN 9781911508939) )
- (en) Tripticks, Calder & Boyars, 1972 (ISBN 9781913505400) )
- (en) The Unmapped Country: Stories and Fragments, And Other Stories, 2018 (ISBN 978-1-911508-14-4) )

## Adaptations de son travail
Berg a été adapté au cinéma en 1989 sous le nom de Killing Dad (en), avec Denholm Elliott et Richard E. Grant.

## Biographie
- (en) Robert Buckeye, Re: Quin, Champaign, Dalkey Archives Press, 2013 (ISBN 978-1-56478-887-0)